# عمليات قتالية في 2013 خلال معركة حلب

## معارك في حلب وعلى أطرافها

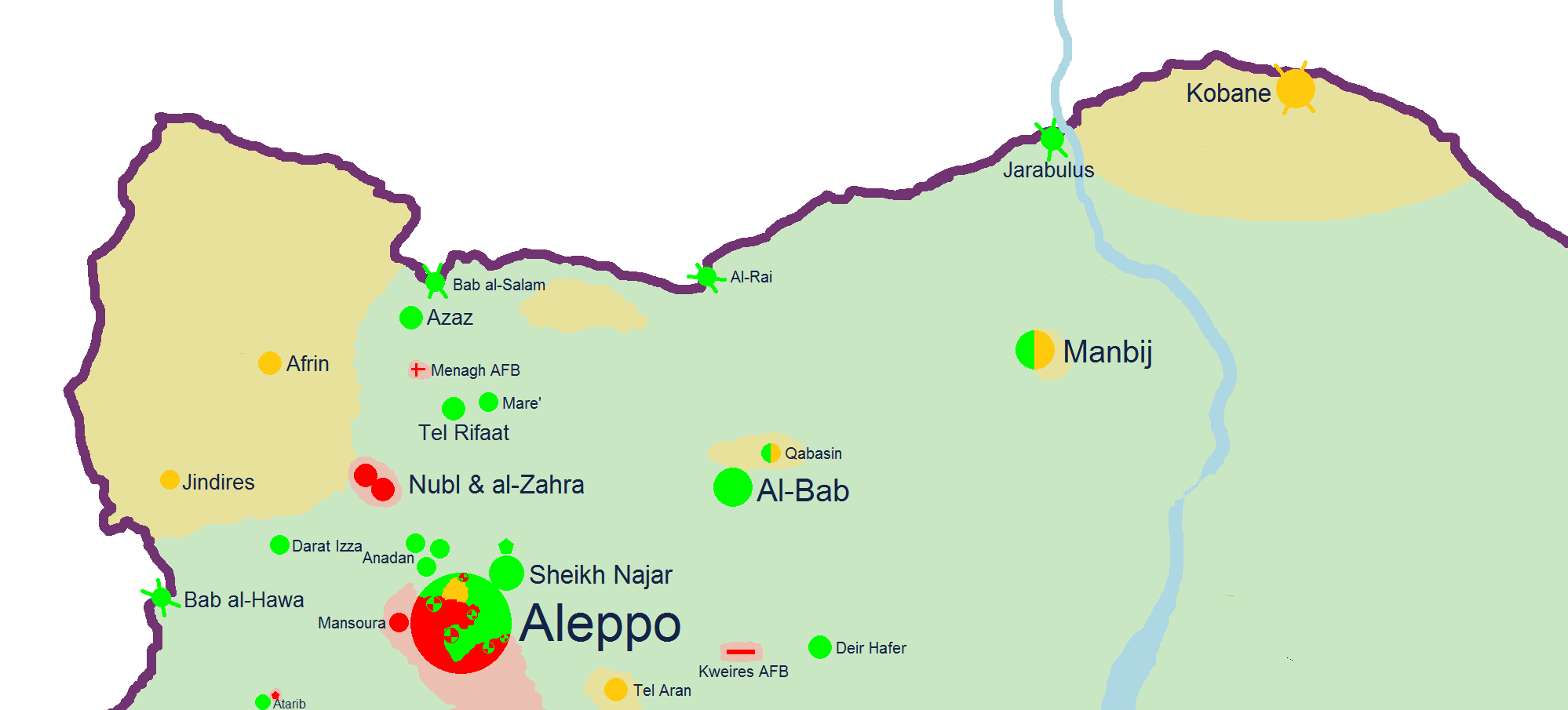
خريطة محافظة حلب الشمالية في بداية يناير 2013.

ابتداء من أواخر عام 2012 اشتد القتال حول منطقة المطار. أعلنت جبهة النصرة من جانب واحد منطقة حظر جوي في ديسمبر وهددت بإسقاط الطائرات التجارية زاعمة أن الحكومة كانت تستخدمها لنقل القوات الموالية والإمدادات العسكرية. بعد عدة هجمات على مطار حلب الدولي تم تعليق جميع الرحلات في 1 يناير 2013. هاجم المتمردون القوات الموالية في محيط المطار بما في ذلك اللواء القريب 80. بحلول منتصف فبراير توفي ما لا يقل عن 150 شخصا في هذا القتال.
هاجمت قوات المتمردين قاعدة منغ الجوية العسكرية. في 30 ديسمبر قصفت الطائرات الحكومية مواقع المتمردين بعد دخول المتمردين إلى المحيط. في 14 يناير كان المتمردون يحاصرون القاعدة تماما. اقتحمت قوات المتمردين القاعدة في 9 فبراير مما أدى إلى غارات جوية انتقامية. في 11 فبراير اقتحم المتمردون قاعدة جيرا الجوية واستولوا عليها مما أدى إلى مقتل 40 جنديا أو أسرهم. أفيد بأن المتمردين كانوا يسيطرون على بعض طائرات آيرو إل-39 ألباتروس التشيكية.
استمر هجوم المتمردين على البلدة القديمة في أوائل عام 2013. في 12 يناير قامت وحدات الجيش بتأمين المناطق المحيطة بالجامع الأموي التاريخي والقلعة وقصر العدل بالقرب من البلدة القديمة. ومع ذلك بحلول أواخر فبراير أعاد المتمردون الاستيلاء على المسجد بعد أيام من القتال العنيف بينما انسحبت القوات الحكومية إلى المباني المجاورة. استمرت الاشتباكات بعد ذلك حول المسجد.
في 15 يناير وقعت انفجارات مزدوجة في جامعة حلب خلال اليوم الأول من منتصف المدة مما أسفر عن مقتل 87 شخصا على الأقل وإصابة أكثر من 150 بجروح بينهم طلاب ومدنيون. تستخدم مهاجع الجامعة من قبل اللاجئين. ألقى الناشطون باللائمة على الطائرات الحربية في حين أن الحكومة ألقت باللوم على الإرهابيين. قال ممثل الحكومة السورية لدى الأمم المتحدة أن 162 شخصا أصيبوا بجراح. في أعقاب التفجير أغلقت القنصلية الروسية في حلب مؤقتا.
قتل الصحفي الفرنسي البلجيكي المولد إيف ديباي أثناء القتال في 18 يناير. أفادت وسائل الإعلام السورية أن المتمردين أطلقوا صواريخ على مبنى في حي المحافظة سكانيا الذي تسيطر عليه الحكومة وهو ادعاء نفاه المتمردون.
في 22 فبراير زعم المتمردون أن ثلاثة صواريخ من طراز سكود قد سقطت في أحياء الحمرا وطارق الباب وهنانو مع 29 قتيلا مؤكدا و150 جريحا. في وقت لاحق قامت الشركة بتحديث عدد القتلى مدعية أن ضربات سكود خلفت 58 قتيلا بينهم 35 طفلا.
في 29 يناير عثر على جثث حوالي 110 رجال وفتيان معظمهم يحملون أيديهم وأطلقوا النار في الرأس على ضفاف نهر قويق في المنطقة الغربية من بستان القصر التي يسيطر عليها المتمردون. يعتقد أن الضحايا قد اعتقلوا وأعدموا وأغرقتهم القوات الحكومية في النهر على مدى عدة أسابيع. قامت الجثث بتجريف الجزء السفلي من النهر إلى منطقة متمردة في بستان القصر. لم تظهر الجثث إلا عندما كانت المياه الشتوية مرتفعة في أواخر يناير. في فبراير وضعت صهريج فوق النهر في الأراضي التي يسيطر عليها المتمردون للمساعدة في صيد جثث أخرى تطفو. بين فبراير ومنتصف مارس تم سحب أكثر من 80 جثة إضافية من النهر. استمرار ظهور هذه الأجسام في نهر قويق يشار إليه باسم نهر الشهداء من قبل السكان المحليين.
في 31 يناير قصفت الطائرات الحربية الحكومية حي الأشرفية الكردستاني الذي تسيطر عليه وحدات الحماية الشعب مما أسفر عن مقتل ما لا يقل عن عشرين مدنيا وإصابة 40 آخرين. قيل أيضا أن الشيخ مقصود قصف. قبل عدة أيام في 28 يناير أفادت الأنباء أن دبابة حكومية أطلقت قذيفة على القطاع الكردستاني في المدينة مما أسفر عن مقتل طفل وإصابة امرأتين.
في مطلع يناير 2013 فرض المتمردون حصارا على أكاديمية الشرطة الاستراتيجية في خان العسل على الضواحي الغربية التي استخدمتها الحكومة لقصف المناطق المجاورة.
في 2 فبراير أكد سكان حي الشيخ سعيد أن المتمردين سيطروا على المنطقة بعد انسحاب الجيش مما سمح للمتمردين بتأمين طريق رئيسي إلى مطار حلب الدولي. كان الشيخ سعيد آخر طريق بري بين حلب ومطار نايراب. العديد من سكان الحي الذين كانوا موالين للحكومة إلى حد كبير فروا عندما تراجع الجيش.
في 24 فبراير استخدم المتمردون الدبابات المحتجزة لخرق الجدران واقتحام أكاديمية الشرطة. سيطر المتمردون على عدة مبان. استمرت الاشتباكات العنيفة بعد ذلك.
في 1 مارس استعادت القوات الحكومية قرية تل شغيب الواقعة جنوب شرق حلب. في اليوم التالي استولت قوات الجيش على طريق إلى المطار المحاصر وخلقت طريقا جديدا للإمداد بالقوات الحكومية تتقدم من حماة.
في 3 مارس ذكر المرصد السوري لحقوق الإنسان أن 120 جنديا و80 متمردا قتلوا هذا الأسبوع في معركة أكاديمية شرطة خان العسل.
في 4 مارس استولى المتمردون كلية على أكاديمية الشرطة. أفادوا بأن حوالي 45 جنديا حكوميا قتلوا وربما أعدموا من قبل المتمردين بعد أن اقتحموا الأكاديمية.
خلال شهر مارس تم صد هجوم للمتمردين دام ثمانية أيام في محاولة للاستيلاء على قرية خان العسل في الضواحي الغربية للمدينة. قتل 200 مقاتل من الجانبين في الهجوم من بينهم 120 من الحكومة و80 من المقاتلين المتمردين. من بين القوات الحكومية قتل 115 من رجال الشرطة الذين زعمت الحكومة أنهم أعدموا من قبل المعارضة بعد الاستيلاء على أكاديمية الشرطة في خان العسل.
في 15 مارس استولى المتمردون على مجمع لمخازن الذخيرة ومستودعات للذخائر في بلدة خان طومان جنوب غرب حلب. استخدم المجمع لتزويد الجيش بالذخائر لقصف مواقع المتمردين بشكل منتظم في المنطقة المحيطة.
في 19 مارس وقع هجوم كيميائي في خان العسل على بعد حوالي 15 كيلومترا غرب حلب مع ما يقرب من 26 حالة وفاة. كان هذا أول استخدام واسع النطاق للأسلحة الكيميائية في الحرب. تزعم الحكومة والمتمردين أنه تم استخدام صاروخ أو صاروخ لتسليم الوكيل. ألقى وزير الإعلام السوري باللائمة على المتمردين في الهجوم في حين اتهم المتمردون الحكومة.
في ليلة 29 مارس ادعى مركز حلب الإعلامي المعارض أن قوات المتمردين استولت على الشيخ مقصود الذي كانت تحتجزه القوات الحكومية والكردية في السابق. ومع ذلك ذكر المرصد السوري لحقوق الإنسان أنه في حين تقدمت قوات المتمردين إلى المنطقة فإنها استولت على الجزء الشرقي فقط. أفادت المنظمة أيضا أن القتال العنيف لا يزال مستمرا. كما تم التأكيد على أنه خلال تقدمهم استولى المتمردون على رجل الدين السني المؤيد للحكومة في المنطقة حسن سيف الدين وقتلوه. أفادت تقارير من تلفزيون الإخبارية الموالي للحكومة ووكالة الأنباء السورية أنه تم قطع رأسه ووضع رأسه في مئذنة مسجد الحسن. أكد المرصد السوري لحقوق الإنسان أن جثته قد تم جرها وعرضت في الحي.
في 31 مارس تعرضت القوات الحكومية لهجوم مضاد. ركز القتال على الجسر الممنوح وفي المنطقة الواقعة بين الشيخ مقصود الشرقي وحي بستان الباشا. منذ بدء هجوم المتمردين على المنطقة قتل 43 شخصا بينهم 15 مدني و19 جنديا حكوميا وميليشيا و9 متمردين.
ادعى مقاتلو وحدات حماية الشعب في الشيخ مقصود أنه بعد مناقشة طويلة داخل المجموعة قررت وحدات حماية الشعب (معظمها من الأكراد) إنهاء حيادهم في حلب والتحول إلى جانب المتمردين والتعاون مع الجيش السوري الحر في تقدمهم من خلال المنطقة حيث عدة والميليشيات الموالية للحكومة وضباط المخابرات. ومع ذلك بعد يوم واحد نفى ممثل سياسي من وحدات حماية الشعب الادعاء وذكر أن الأكراد لم ينسقوا مع المتمردين بدلا من ذلك أن القوات الكردية خاضت مع القوات الحكومية بعد أن حاول الجيش الوصول إلى أجزاء عربية من المنطقة التي تم الاستيلاء عليها من قبل قوات المعارضة عبر المناطق الكردية.
وفقا لوحدات حماية الشعب ونتيجة لهذه الاشتباكات التي شملت أيضا المدفعية قتل 15 جنديا سوريا ومقاتلا واحدا من وحدات حماية الشعب عضو المجلس العسكري في الحزب الشيوعي الفلسطيني زكريا خليل.
في 2 أبريل اندلعت اشتباكات في قرية عزيزة الاستراتيجية على المشارف الجنوبية حيث شن المتمردون هجمات على مطار حلب الدولي والقاعدة الجوية العسكرية المجاورة. بحلول 6 أبريل استولى الجيش على القرية ودفع المتمردين إلى ضواحي المدينة. قتل نحو 35 شخصا بينهم 18 مدنيا و5 متمردين على الأقل. اعتبر الاستيلاء على القرية انتصارا استراتيجيا للجيش لأنه سيسمح للجيش بحماية قوافل إمداداته وله بقعة إستراتيجية يمكن أن تقصف مواقع المتمردين.
في 13 أبريل أبلغ عن غاز الأعصاب في الشيخ مقصود. قال طبيب مجهول أن ثلاثة أشخاص لقوا مصرعهم وأصيب 12 آخرون بجراح. تم استخدام 1500 جرعة من الأتروبين مع 2000 آخرين أرسلت من قبل وكالات الإغاثة. الأتروبين هو ترياق معترف به للغازات العصبية.
بحلول 15 أبريل أفيد بأن المتمردين سيطروا تماما على المدخل الشمالي لحلب فضلا عن مصنع ومخزن للأسلحة.
في 16 أبريل أعلنت أول هدنة في حلب. سمحت الهدنة المؤقتة لعمال الهلال الأحمر بإزالة 31 جثة متحللة قتلوا في منطقة الصاخور الفقيرة الواقعة شمال حلب. تم العثور على ثلاثة من القتلى مع اليدين المقيدين وأربعة منهم أحرقوا بشدة.
في 22 أبريل اختطف اثنان من الأساقفة المسيحيين الأرثوذكس السوريين لدى عودتهم إلى حلب بعد انتهاء العمل الإنساني. ألقت وسائل الإعلام الحكومية باللائمة على المتمردين بينما ذكر المتمردون أن جميع الاحتمالات مفتوحة.
في 23 أبريل سيطر المتمردون على موقع رئيسي في قاعدة ميناه العسكرية الاستراتيجية مما سمح لهم بالدخول إلى القاعدة الجوية بعد حصار دام شهرا.
في 24 أبريل دمرت المعركة المسجد الكبير في حلب الذي يعود إلى القرن الحادي عشر الذي يسيطر عليه المتمردون في المعركة. ادعى المتمردون أن الجيش دمر المئذنة بنيران الدبابات لمنعها من أن تصبح موقع قناص في حين ادعت الحكومة أنها دمرت من قبل جبهة النصرة.
في 4 مايو استمر حصار قاعدة ميناغ الجوية وسط تقارير تفيد بأن المتمردين أحرزوا المزيد من التقدم. زعم أن المتمردين قتلوا قائد القاعدة واستولوا أيضا على مفرزة عسكرية ثانية للقاعدة. ادعى المتمردون أن مجموعة من الطيارين قد انشقوا واغتالوا الضابط القائد للقاعدة. قال المنشقون للمتمردين أن حوالي 200 جندي مازالوا على القاعدة وحارسوا في مبنى المقر وبدعم من حفنة من الدبابات. لجأ العديد من الجنود إلى النوم تحت الدبابات خوفا من هجوم المتمردين.
في 9 مايو أفيد بأن الغارات الجوية أجبرت المتمردين على الانسحاب من القاعدة الجوية.
في 15 مايو اعتدت قوات المتمردين على السجن الرئيسي في وسط حلب حيث يحتجز نحو 4000 نزيل. يشمل ذلك السجناء العاديين والسياسيين. وقع الهجوم عن طريق سيارتين مفخختين في مدخل السجن. حصل المتمردون على مجمع واحد يضم القوات الحكومية. شن الهجوم بسبب تدخل الدبابات والطائرات السورية. لم يتم الإفراج عن أي سجناء.
في 16 مايو أجبر المتمردون على التراجع عندما بدأ الجنود بإلقاء جثث السجناء خارج النوافذ. ذكر أن مقاتلي المتمردين سيطروا على مبنى داخل السجن بعد تفجير البوابة الرئيسية. واصل المقاتلون المتمردين ضرب المرفق بالصواريخ في وقت متأخر من الليل.
في مطلع مايو بدأت الاشتباكات بين جماعات المتمردين غرباء الشام والجماعات التي تعمل تحت تحالف اللجنة القضائية. اتهمت هذه الأخيرة غرباء الشام التي كانت تحالفت مع جبهة النصرة بالقيام بأعمال سحق ونهب مصانع. وفقا لتقارير المتمردين المختلفة بدأت جبهة النصرة تضعف بعد أن تعهد زعيم النصرة أبو محمد الجولاني بالولاء لزعيم القاعدة أيمن الظواهري. قبل أن يغادر مقاتلون متمردون من كتائب مختلفة إلى جبهة النصرة غادر 120 شخصا في يوم واحد. كما علق العديد من مسؤولي المتمردين على اختفائهم من معظم حلب.
ادعى عالم حكومي سابق أن الحكومة السورية تستخدم أسلحة كيميائية بكميات صغيرة لإبطاء تقدم المتمردين. من بين هذه المناطق منطقة الشيخ مقصود. ادعى العالم الذي عمل في مركز الدراسات والبحوث العلمية أن الهجوم المزعوم للغاز على خان العسل في حلب في 19 مارس 2013 كان من المرجح أن يكون الغاز المسيل للدموع وليس غازا من الأعصاب. خلص تقرير لمجلس حقوق الإنسان التابع للأمم المتحدة بتاريخ 12 فبراير 2014 إلى أن سارين الأعصاب المميت للغاية استخدم في هجوم خان العسل 3/19 وأن السارين المستخدم في ذلك الهجوم يحمل نفس السمات الفريدة مثل السارين المستخدم في 8/21 الغوطة الكيماوية.
في 26 مايو قتل 15 سجينا بحسب المرصد السوري لحقوق الإنسان في السجن المركزي أثناء القتال.
في 1 يونيو أفيد بأن الجنود الحكوميين أعدموا 50 سجينا بينما قتل 31 آخرون بسبب قصف المتمردين للسجن المركزي. قتل 40 جنديا حكوميا على يد المتمردين.
في 2 يونيو قال قائد كبير في حزب الله اللبناني أن قوات بشار الأسد استدعت الآلاف من مقاتلي حزب الله في عمق شمال سوريا في حلب وحولها لتعزيز قوات الأسد المثقلة بالبطء وربما كسر الجمود هناك. يقدر أن حوالي 4 آلاف من مقاتلي حزب الله استجابوا للنداء. قال المتمردون أن قوات حزب الله دخلت المدينة يوم الأحد وتستعد للهجوم. قال قائد لحزب الله لم يذكر اسمه: «سنذهب بعد معاقل حيث يعتقد (الجيش الحر) أنهم آمنون. إنهم سيسقطون مثل الدومينو».
إن تحويل قوات المتمردين إلى معركة القصير قد يضعف قبضة المتمردين على حلب.
في 13 يونيو في بيان عن الاشتباكات الأخيرة في محافظة عفرين في غرب كردستان قالت قيادة وحدات حماية الشعب أن الجنود الأتراك هاجموا قرية ميلي زيليل في عفرين في وقت متأخر من يوم الأربعاء. قالت وحدات حماية الشعب أن "الجماعات المسلحة التي هاجمت قواتنا أولا في قرى عقين وباسل وزارات ازدادت حتى 10 يونيو عندما هاجمت قريتي ميريسك وكيفر مزيه وقد ردت قواتنا بقوة وهزمت الجماعات المسلحة. لاحظت القيادة أن وحدات حماية الشعب قد عززت سيطرتها على الجماعات المسلحة أن تنسحب من المنطقة بعد الاشتباكات بعد يوم واحد. في إشارة إلى الهجمات التركية قالت وحدات حماية الشعب أن "قوات من الجيش التركي شنت هجوما على قرية مليلي خليل في منطقة سيندريس عفرين في وقت متأخر من يوم الأربعاء لدعم الجماعات المسلحة التي تستهدف منطقة عفرين". قالت وحدات حماية الشعب أن الجنود الأتراك تم صدهم من المنطقة نتيجة لاستجابة وحدات حماية الشعب.

## عملية العاصفة الشمالية
في 9 يونيو 2013 أعلن الجيش بدء عملية العاصفة الشمالية في محاولة لاستعادة الأراضي في حلب وحولها. استعدادا للهجوم عزز الجيش قريتي النبل والزهراء الشيعيتين اللتين تعتزم الحكومة استخدامهما للمضي قدما في حلب. تم تعزيز دفاعات المتمردين في السلمية جنوب حلب لمنع الدبابات من الانتقال من هذا الاتجاه.
في الفترة بين 7 و14 يونيو شنت قوات الجيش وميليشيات الحكومة ومقاتلو حزب الله العملية. على مدى أسبوع واحد تقدمت القوات الحكومية في كل من مدينة حلب والريف ودفع المتمردين. ومع ذلك في 14 يونيو وفقا لناشط المعارضة بدأ المد العكسي بعد أن وقف المتمردون عمود تعزيز مدرعة من حلب توجهت للقردين الشيعية شمال غرب المدينة. اعتبارا من 16 يونيو كان المتمردون قد أوقفوا العمود لمدة يومين. ادعى المتمردون أنهم دمروا دبابة وقتلوا 20 جنديا حكوميا شمال غرب معرة الأرتيك. قبل أن يتم إيقاف العمود استولت القوات الحكومية على الأرض المرتفعة في معرة الأرتيك مما يهدد مواقع المتمردين. تم تعزيز المتمردين بعد تلقي ما لا يقل عن 50 صاروخا مضادا للدبابات كونكورس روسية الصنع في الأيام القليلة الماضية من المملكة العربية السعودية. خلال 13 يونيو من القتال في مدينة حلب تقدمت القوات الحكومية بشكل مؤقت إلى منطقة صاخور التي يسيطر عليها المتمردون من اتجاهين ولكن سرعان ما صدت.
في 12 يونيو ادعى مقاتلو الجيش الحر أنهم قتلوا 40 من حزب الله وجنود من الجيش السوري كانوا يسافرون في حافلات في كمين بين قريتي البوز والخناسر.
في 17 يونيو أصابت سيارة مفخخة مركزا للجيش في حي الدويرينة شرقي المطار الدولي. أعلنت جبهة النصرة مسؤوليتها عن الهجوم. ادعى بعض نشطاء المعارضة أن الهجوم أسفر عن مقتل ما لا يقل عن 60 جنديا. ومع ذلك وفقا لللمرصد السوري لحقوق الإنسان قتل ستة جنود فقط و15 جرحى.

## هجوم المتمردين في الغرب
في 21 يونيو 2013 قال الجيش الحر أن 13 من كتائب المتمردين ومن بينهم لواء التوحيد وكتائب الفاروق شنت هجوما جديدا. كان أحد الأهداف هو منشأة الأبحاث العسكرية في منطقة الرشيدين في حلب الجديدة. هاجمت قذائف الهاون المتمردة النار فيها. ادعى المتمردون أنهم يتقدمون في رشيدين بهدف إزالة الأهداف العسكرية بما في ذلك المناطق التي يستخدمها الجيش لقصف مناطق المتمردين.
في 23 يونيو قتل 12 جنديا حكوميا بسبب انفجار سيارة مفخخة بينما قتل 6 متمردين من كتائب الفاروق الإسلامية.
في 24 يونيو ادعى المتمردون أنهم صدوا هجوما مواليا يقرون بانتصارهم للأسلحة المضادة للدبابات التي وصلت حديثا. قال العقيد عبد الجبار العقيدي قائد المجلس العسكري في حلب: «دفع النظام إلى الأمام في شمال المدينة لكن الجيش السوري الحر تسبب في سقوط عدد كبير من الضحايا وعاد إلى قواعده». «معركة القادسية» إشارة إلى معركة القادسية من 636 حيث هزم جيش عربي جيشا فارسيا. قال أحد المقاتلين المتمردين أن المتمردين كانوا يشنون هجمات مضادة في شمال شرق وغرب المدينة وتقدموا إلى مركز البحوث الزراعية.
في 25 يونيو أفادت التقارير بأن المتمردين الذين يتقدمون في غرب حلب يشاركون في عمليات الحلمة ضد الجيش في رشيدين والأشرفية وفقا للمرصد السوري لحقوق الإنسان.
قتل عدد من الأشخاص في قصف سجن حلب المركزي في 7 يوليو على الرغم من أن من أطلق القذائف لم يعرف على الفور. احتفظت القوات الحكومية السورية بالسيطرة على حلب الجديدة على الرغم من التقدم الأولي للمتمردين في المنطقة مع ترسيخ الأطراف المتعارضة في بعض الأحيان على مسافة قريبة من 200 متر إلى بعضها البعض.
قال ناشط أن الحصار الواضح للمتمردين على الطريق السريع الجنوبي الغربي تسبب في حدوث نقص سريع في المواد الغذائية في المناطق التي تسيطر عليها الحكومة. نفى مصدر متمرد أنه كان متعمدا قائلا أن القتال المكثف على الطريق السريع هو اللوم مع عدم وجود وسيلة على الطريق السريع آمنة من القتال. الطريق الجنوبي الغربي هو مصدر الإمدادات الغذائية إلى غرب حلب ومن بين أكثر الطرق الاستراتيجية المؤدية إلى المدينة.
في 17 يوليو أفادت التقارير بأن مقاتلين متمردين أحرزوا تقدما طفيفا في صلاح الدين.
في 21 يوليو ظهرت تقارير مفادها أن مقاتلي المتمردين سيطروا السيطرة الكاملة على ضاحية خان العسل في حلب إلى جانب بلدتي ماتا وسوماكيا شرقي المدينة. كان خان العسل آخر معقل للحكومة غرب حلب وادعى المتمردون أن الاستيلاء عليه أعطاهم السيطرة على ريف حلب الغربي بأكمله. أظهرت لقطات فيديو لم يتم التحقق منها جثة قائد العمليات في الجيش السوري في خان العسل اللواء حسن يوسف حسن الذي قال متمردون لواء الأنصار أنهم قتلوا في اشتباكات. في الفيديو عرضوا أيضا بطاقة هويته. أفادت مصادر المعارضة والحكومة أن نحو 150 جنديا حكوميا قتلوا خلال المعركة من بينهم 51 أعدموا بعد أن استسلموا. أفيد أن عمليات الإعدام نفذها أفراد من جبهة النصرة وجماعة أنصار الخلافة الإسلامية.
بحلول 23 يوليو اعتبر بعض المحللين أن عملية العاصفة الشمالية ستكون خدعة حيث لم يشن الجيش هجوما واسع النطاق بهدف تحويل موارد المتمردين إلى منطقة حلب في حين تصاعدت القوات الحكومية حصار حمص في في محاولة لتصفية ما تبقى من المتمردين في وسط المدينة.
في 31 يوليو هاجم جنود الحكومة مواقع المتمردين خارج خان العسل بعد جمع تعزيزات لهجوم جديد.
في 6 أغسطس سيطر المقاتلون المتمردون السيطرة الكاملة على قاعدة ميناغ الجوية بعد حصار مدته 10 أشهر تقريبا.
في 16 أغسطس قصفت الطائرات الحربية الحكومية منطقة كالاسا التي يسيطر عليها المتمردون مما أدى إلى تدمير ثلاثة مبان وقتل 15.
في 23 أغسطس سيطر المتمردون على 13 قرية في جنوب وشرق حلب.
في 26 أغسطس سيطر المتمردون على مدينة خاناصير الاستراتيجية الواقعة بين حلب ومحافظة حماة حيث أفيد عن مقتل أكثر من 50 مقاتلا من الموالين للحكومة. كانت البلدة هي طريق الإمداد الوحيد للجيش السوري من حلب وادعى المرصد السوري لحقوق الإنسان أن اعتقاله ترك القوات الحكومية الموالية في حلب محاصرة من قبل قوات المتمردين.
في 21 سبتمبر سيطر المتمردون على عدة قرى جنوب حلب في هجوم يهدف إلى قطع خطوط الإمداد لقوات الأسد من دمشق.
في 1 أكتوبر قتل 16 مسلحا في كمين أثناء محاولتهم التسلل إلى منطقة صلاح الدين. كما قتل عدد من المسلحين الآخرين في حادث منفصل خلال اشتباكات مع الجيش السوري في منطقة الأنصاري المتاخمة لصلاح الدين.
في 3 أكتوبر استعاد الجيش السوري مدينة خاناصير الاستراتيجية بعد معركة استمرت أسابيع مع القوات السورية ضد المتمردين وفقا لمجموعة مراقبة. بعد عدة أيام أعيد فتح خط الإمدادات إلى حلب بينما تقدمت قوات الجيش في القرى المحيطة بخنصر. ذكرت وكالة الأنباء السورية الحكومية أن الجيش قد أعاد السيطرة على 40 قرية في المنطقة وأن الوحدات الهندسية قد قامت بتفكيك تحصينات المتمردين وحوالي 600 لغم مضاد للدبابات و1500 جهاز متفجر.
في 10 أكتوبر أدى تقدم المتمردين في صلاح الدين إلى معركة مسلحة كبيرة أسفرت عن مقتل 10 جنود من القوات السورية إلى جانب 6 متمردين.
في 18 أكتوبر قتل 20 جنديا و7 متمردين بعد أن اقتحمت الجماعات المتمردة منشأة للدفاع الجوي بالقرب من بلدتي هوجيرا وأوبيدا جنوب غرب حلب.

## معركة قاعدة 80 وتقدم الجيش السوري

الوضع حول حلب من أكتوبر - نوفمبر 2013.

في 8 نوفمبر 2013 قبل شروق الشمس شن الجيش السوري هجوما على القاعدة 80 يسيطر عليه المتمردون منذ فبراير 2013 بالقرب من مطار حلب. أطلق الجيش المدعوم بالدبابات والمدفعية الثقيلة أعنف وابل منذ أكثر من عام بحسب سكان حلب. قال مقاتل من المتمردين: لم نكن نرى ذلك قادما فكان الهجوم صدمة حقيقية لنا. بحسب قناة الجزيرة إذا استولى الجيش على القاعدة فإنه سيقطع طرق توريد المتمردين بين مدينة حلب وبلدة الباب التي تسيطر عليها المعارضة على بعد حوالي 30 كيلومترا من الحدود التركية. بحلول الصباح استولى الجيش على عدة مناطق من قاعدة 80 وتركهم في السيطرة على أجزاء كبيرة منه. في وقت لاحق من بعد الظهر تلقت قوات المتمردين بما في ذلك داعش تعزيزات وأعيد تجميعها وبعد ذلك هاجموا القاعدة. خلال القتال ضربت اثنتي عشرة غارة جوية ومدفعية مواقع المتمردين. بعد الظلام هاجم المتمردون الهجوم وفجر اليوم التالي تمكنوا من استعادة معظم القاعدة مع استمرار القتال حوله. خلال الهجوم استخدم المتمردون صواريخ غراد لضرب القاعدة.
في 10 نوفمبر استمر القتال حول القاعدة 80 مع تقارير عن وقوع قتال أكثر داخل القاعدة نفسها. خلال الاشتباكات استهدف المتمردون عربات مدرعة للجيش في حين دمرت دبابة واحدة للمتمردين مما أسفر عن مقتل خمسة مقاتلين متمردين. بعد ظهر اليوم كان الجيش مرة أخرى يسيطر سيطرة كاملة على القاعدة. وفقا للمرصد السوري لحقوق الإنسان قتل 63 متمردا بينهم 11 مقاتلا أجنبيا على الأقل و32 جنديا خلال المعركة. ذكر تقرير آخر أن عدد المتمردين الذين قتلوا بين 60 و80. تم دعم وحدات الجيش من قبل مقاتلي حزب الله والمليشيات الموالية للحكومة خلال الهجوم.
بحلول 11 نوفمبر استولى الجيش على سلسلة من المواقع القريبة لتأمين معظم المنطقة المحيطة بمطار حلب الدولي.
في 12 نوفمبر استولت القوات الحكومية المدعومة بالدبابات على مبنيين مرتفعين في منطقتي أشرفية وبني زيد الشمالية وتقدمت إلى الحيين بعد قتال الشوارع في الربع الأخير. في 17 نوفمبر تقدمت قوات الجيش السوري في حي سيف الدولة واستولت على عدد من المواقع مع استمرار القتال في الحي.
بحلول منتصف ديسمبر أفيد أن القوات الحكومية تسيطر على 60 في المائة من المدينة وفقا لوكالة الأنباء الكردية روداو.

## بداية عملية نجم سهيل
في أوائل ديسمبر 2013 أطلق الجيش السوري عملية نجم سهيل بهدف تطويق حلب وقطع خطوط إمداد المتمردين إلى المدينة مما يحاصر المناطق التي يسيطر عليها المتمردون.
بين 15 و28 ديسمبر 2013 أسفرت سلسلة من هجمات طائرات الهليكوبتر العسكرية بالبراميل المتفجرة ضد المناطق التي يسيطر عليها المتمردون في حلب عن مقتل 517 شخصا من بينهم 151 طفلا و46 امرأة و46 متمردا وفقا للمرصد السوري لحقوق الإنسان. ادعى أحد قادة المتمردين أنه بحلول 26 ديسمبر قتل أكثر من 1000 شخص في حملة التفجير. في 9 يناير ذكرت جماعات الإغاثة أن أكثر من 700 شخص قد قتلوا منذ بدء حملة التفجير.
في 20 ديسمبر سيطر المتمردون الإسلاميون بمن فيهم أعضاء جبهة النصرة على مستشفى الكندي الذي استخدمه جنود الحكومة كقاعدة لعدة أشهر. مقتل مصور رويترز ملحم بركات أثناء العملية. قتل ما لا يقل عن 20 جنديا نظاميا وأسر العشرات في القتال الذي بدأ بعد أن فجر مقاتلو النصرة أنفسهم عند نقاط التفتيش التي تحرس المستشفى. بعد بضعة أيام اقتحمت القوات الحكومية واستولت على جزء كبير من حي بني زيد في الضواحي الشمالية الشرقية للمدينة.
في 25 ديسمبر ادعت مصادر مؤيدة للحكومة أن الجيش السوري استولى على منطقتي الشيخ مقصود والجبعنات في مدينة حلب.